# 車輪行動
車輪行動或譯為側手翻行動（1943年－1944年）是第二次世界大戰期間，由同盟國在太平洋戰區發動的一項軍事行動。該行動的最終目標是攻佔日本在拉包爾的基地。行動由西南太平洋戰區最高同盟國指揮官、道格拉斯·麥克阿瑟上將負責指揮，其部隊沿著新幾內亞東北部海岸推進，並占領了鄰近島嶼。由威廉·霍爾賽海軍上將指揮的南太平洋戰區同盟國部隊，則從所羅門群島向布干維爾島推進。來自澳大利亞、荷蘭、紐西蘭、美國及多個太平洋島嶼的同盟國部隊均參與了本次行動。

## 背景
日本軍於1942年2月自澳軍手中攻佔拉包爾，該地位於新幾內亞領地的新不列顛島，之後成為日本在南太平洋的主要前進基地，也因此成為同盟國在該區的主要作戰目標。道格拉斯·麥克阿瑟制定了一項名為「埃克頓計畫」（Elkton Plan）的戰略，計畫從澳大利亞和新幾內亞的基地出發攻佔拉包爾。與此同時，美國海軍作戰部長恩尼士·金上將提出了一項類似內容但由海軍主導的計畫。美國陸軍參謀長喬治·馬歇爾—其主要目標是讓美國專注於對抗納粹德國而非太平洋戰場上的日本—則提出一項折衷方案，將攻向拉包爾的行動分為三個階段；第一階段由海軍指揮，後兩階段則由麥克阿瑟指揮，並置於陸軍控制之下。這項戰略計畫雖未正式獲得美國參謀長聯席會議的通過，但最終仍在實務上實施，內容包括：
- 攻佔圖拉吉（及後來的瓜達爾卡納爾島）與聖克魯斯群島（即守望台行動）
- 攻佔新幾內亞東北部海岸與中部所羅門群島[1]
- 削弱拉包爾與周邊日本基地的戰力[1]

漫長的瓜達爾卡納爾戰役結束後，緊接著於1943年2月21日不遭抵抗地攻佔羅素群島（「潔淨行動」Operation Cleanslate），導致日本企圖自海上增援該區。麥克阿瑟的空軍部隊則在1943年3月2日至5日的俾斯麥海海戰中進行反制。日本在此役慘重的損失，促使山本五十六海軍大將發動「I號作戰」（Operation I-Go），針對瓜達爾卡納爾與新幾內亞的同盟國機場與艦船發動一連串空襲。然而，在此期間日本海軍航空兵戰力遭受嚴重削弱。1943年4月18日，山本五十六座機在所羅門群島上空遭擊落，於復仇行動中陣亡。

## 實施

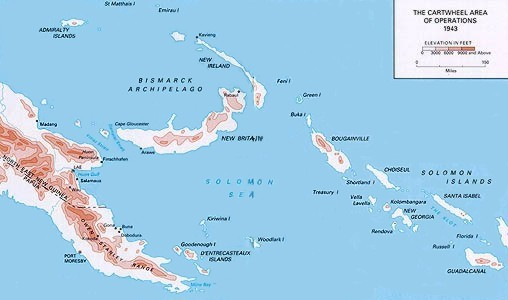
1943年6月起，車輪行動的作戰區域：新幾內亞領地的東部與北方的所羅門群島。

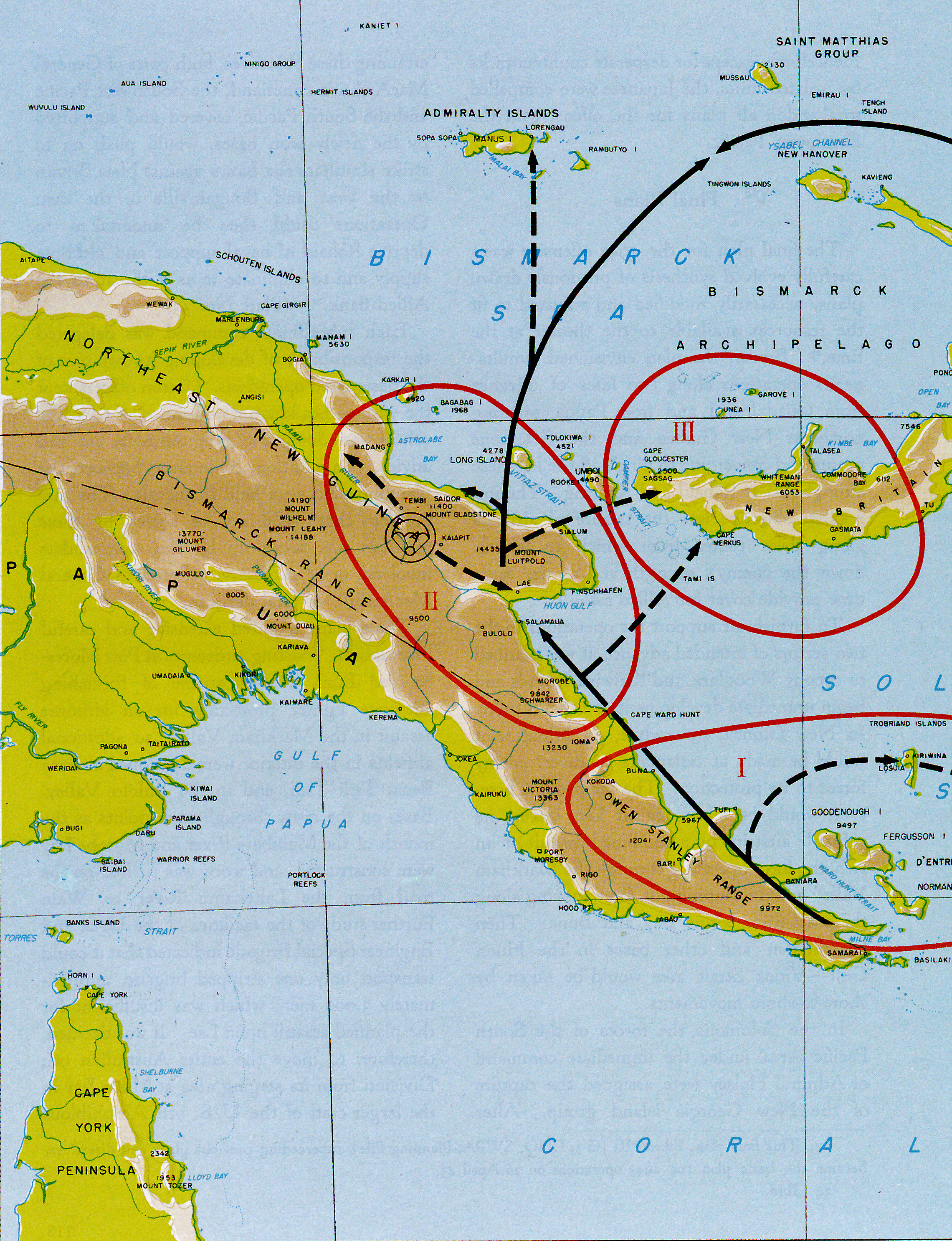
埃克頓三號計畫（Elkton III），1943年3月。

1943年2月12日，麥克阿瑟提出了修訂後的「埃克頓三號」（Elkton III）計畫，目標是在1944年以前攻佔拉包爾。該計畫規劃由其指揮下的美國陸軍部隊進攻新幾內亞東北部與新不列顛島西部，同時由南太平洋戰區司令海軍上將威廉·霍爾賽發動對中部所羅門群島的攻擊。該計畫需要額外七個師，超出當時戰區中已有的兵力，因此遭到英國方面的反對。美國參謀長聯席會議最終回應表示，若能以當前或已在途中之兵力執行，則同意實施該計畫，但其執行時程將延後60日。之後，「埃克頓三號」即被更名為「車輪行動」（Operation Cartwheel）。

### 行動

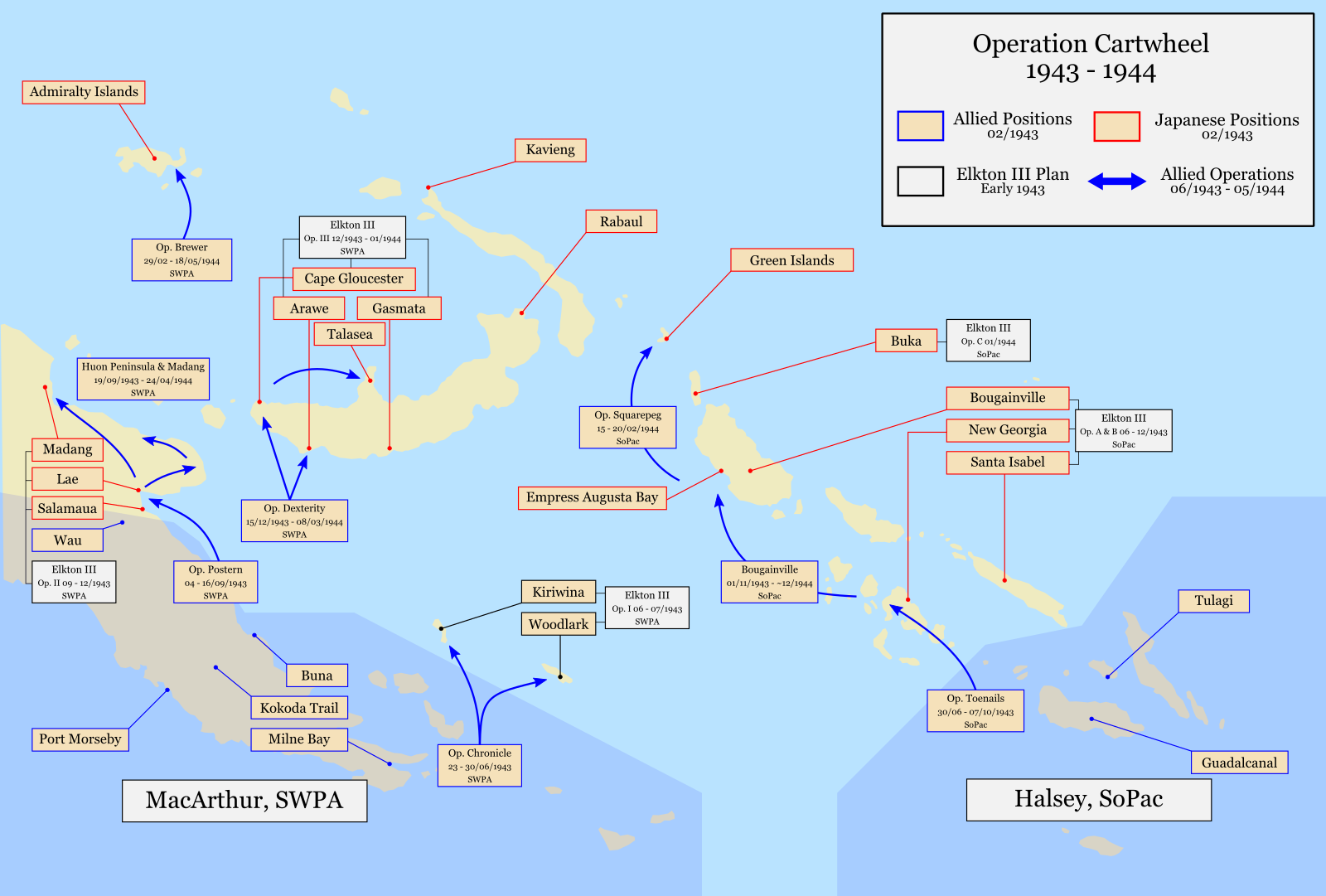
車輪行動期間進行的多場兩棲作戰地圖

「車輪行動」共規劃了13項下級作戰任務，並為其設定了發動時程表。這13項中，拉包爾、卡維恩與科隆班加拉最終因代價過高或被認為無必要而遭取消；實際上執行的僅有11項（格林群島距離拉包爾僅117英里，被用以替代卡維恩）：
- 編年行動（Operation Chronicle）－1943年6月30日
  - 伍德拉克島（第112騎兵團）
  - 奇里維納島（第158步兵戰鬥團）
- 腳趾甲行動（Operation Toenails）－1943年6月30日
  - 新喬治亞島（第43步兵師）－1943年6月30日
  - 塞吉角，新喬治亞島（第4海軍突擊營）－1943年6月21日
  - 倫多瓦登陸戰（美國第169及第172步兵戰鬥團）－1943年6月30日
  - 扎納納，新喬治亞島（美國第169及第172步兵戰鬥團）－1943年7月5日
  - 拜羅科港，新喬治亞島（美國第4海軍突擊營）－1943年7月5日
  - 阿倫德爾島（美國第172步兵戰鬥團，第43步兵師）－1943年8月27日
- 貝拉拉貝拉島（美國第35步兵團，第25步兵師，紐西蘭第3師）－1943年8月15日
- 柱石行動（Operation Postern）－1943年9月5日
  - 萊城，新幾內亞（澳大利亞第9師與第7師，美國第503傘兵團）
- 良時行動（Operation Goodtime）－1943年10月27日
  - 財寶群島（紐西蘭第8旅）
- 幸福行動（Operation Blissful）－1943年10月28日
  - 肖瓦爾島（美國第2海軍傘兵營）
- 櫻花行動（Operation Cherryblossom）－1943年11月1日
  - 布干維爾島（美國第3海軍師與第37步兵師）
- 靈巧行動（Operation Dexterity）
  - 阿拉維，新不列顛島（美國第112騎兵團）－1943年12月15日
  - 格洛斯特角（美國第1海軍師）－1943年12月26日
  - 塞多爾（美國第32步兵師）－1944年1月2日
- 格林群島戰役－1944年2月15日（紐西蘭第3師）
- 亞德默勒提群島戰役－1944年2月29日（美國第1騎兵師）
- 埃米勞島登陸戰－1944年3月20日（美國第4海軍團）

新幾內亞部隊由湯瑪斯·布雷米將軍指揮，負責從新幾內亞本土向東推進。美國第六軍則由華特·克魯格將軍指揮，負責攻佔奇里維納、伍德拉克與格洛斯特角。上述地面部隊將獲得喬治·肯尼中將指揮之盟軍空軍與亞瑟·卡本德中將指揮之海軍單位支援。
在「車輪行動」期間，參謀長聯席會議於1943年8月在魁北克市召開的「象限會議」上會見富蘭克林·羅斯福總統與英國首相溫斯頓·邱吉爾。在會議上，盟軍決定繞過並孤立拉包爾，而不是直接攻佔該地，此時該地已駐紮了數萬名日本軍隊。不久之後，盟軍亦決定繞過卡維恩。儘管道格拉斯·麥克阿瑟起初反對此決策，但繞過拉包爾實際上已達成其「埃克頓計畫」的戰略目標。在攻佔塞多爾後，麥克阿瑟轉向執行「雷諾計畫」，即沿著新幾內亞北岸向民答那峨推進。這場戰役持續至1944年，證明切斷日本補給與通訊線，比起正面攻擊日本主力守軍更為有效。

### 拉包爾的中立化
1943年12月，日本海軍試圖加強拉包爾防禦，從位於特魯克的日本航空母艦上調集數百架艦載機前往拉包爾。然而這被證明是戰略上的重大錯誤，因為在接下來的盟軍空襲中，有200至300架日軍艦載機被擊落，導致日本損失了大量無法替代的資深艦載機飛行員。自1942年中期起，日本海軍精英化的飛行員訓練制度便無法承受不斷增加的傷亡，至1944年初仍未能補足人力。此一趨勢在「車輪行動」期間惡化，進一步削弱了日本海軍航空兵力，並最終導致日本在1944年6月的菲律賓海海戰中遭遇毀滅性失敗。
日本在所羅門群島的戰力逐漸削弱，直接促成了1944年2月底發起的亞德默勒提群島戰役。此時盟軍已確認拉包爾的空中威脅已被有效中立化。
自1944年2月起，日本便不再向拉包爾補充戰鬥機或轟炸機，主要原因是盟軍駐紮在數百英里外基地的不間斷空襲。1944年2月19日，日本將120架飛機撤往特魯克，以彌補先前於拉包爾遭擊毀的艦載機損失。日本亦試圖於2月21日自海上撤離貴重資產，但其運輸船“SS”号遭盟軍轟炸機擊沉。拉包爾日軍守軍遂完全被孤立，補給逐漸枯竭，在盟軍對海空域的完全掌控下無法獲得增援。至1945年8月日本投降時，仍有約70,000名日軍被困於拉包爾。

## 來源
- Frank, Richard B. . . 紐約，美國: Random House. 2000. ISBN 0-394-58875-4.
- Griffith, Samuel B（美國海軍陸戰隊準將）. . . 希克斯維爾，紐約，美國: BPC Publishing. 1974.
- Bergerud, Eric M. . 博爾德，科羅拉多州，美國: Westview Press. 2000. ISBN 0-8133-3869-7.
- Birdsall, Steve. . Doubleday. 1977. ISBN 0-385-03218-8.
- Boyington, Gregory "Pappy". . 紐約: Bantam Books. 1977 [1958]. ISBN 0-553-26350-1.
- Gamble, Bruce. . 紐約: Ballantine Books. 2000. ISBN 0-89141-801-6.
- Hara, Tameichi. . 紐約與多倫多: Ballantine Books. 1961. ISBN 0-345-27894-1.
- Henebry, John P. . Pictorial Histories Publishing Company. 2002. ISBN 1-57510-093-2.
- McAulay, Lex. . Champlin Fighter Museum Press. 1987. ISBN 0-912173-13-0.
- McGee, William L. . BMC Publications. 2002. ISBN 0-9701678-7-3.
- Morison, Samuel Eliot. . Castle Books. 1958. ISBN 0-7858-1307-1.
- Sakaida, Henry. . 聖保羅，明尼蘇達州，美國: Phalanx. 1996. ISBN 1-883809-09-6.

### 官方歷史
澳洲
- 紐幾內亞攻勢（陸軍）
- 澳大利亞皇家海軍，1942–1945
- 對日空戰，1943–1945（澳洲皇家空軍）

紐西蘭
- 太平洋

美國
- Miller, John Jr. . 第二次世界大戰中的美國陸軍：太平洋戰爭. 美國陸軍軍事歷史辦公室: 418. 1959  [2006年10月20日].
- Shaw, Henry I.; Douglas T. Kane. . 美國海軍陸戰隊第二次世界大戰作戰史. 1963  [2006年10月18日].
- Craven, Wesley Frank; James Lea Cate. . 第二次世界大戰中的美國陸軍航空軍. 美國空軍歷史辦公室.   [2006年10月20日].

## 延伸閱讀
- Condon, John P.〈日暮所照之所：1944年海軍航空兵削弱拉包爾要塞行動〉，《海軍陸戰隊雜誌》78卷第2期（1994年）：66–73。
- Dunn, Richard L.〈拉包爾空戰〉，《空權歷史》59卷第3期（2012年）：14–27。線上版
- Gamble, Bruce.《拉包爾要塞：1942年1月－1943年4月西南太平洋戰役》（Zenith出版社，2010年）線上版。
- Nelson, Hank.〈部隊、城市與戰鬥：1942年的拉包爾〉，《太平洋史學期刊》27卷第2期（1992年）：198–216。

## 外部連結
- 歷史頻道：1943年6月30日－馬車輪作戰展開（2005年）
- 大衛·霍納〈澳洲紐幾內亞戰役中的戰略與指揮〉（2004年）
- 馬車輪作戰動畫歷史（2006年） 的存檔，存档日期2016年3月3日，.
- .   [2006年5月16日]. 同盟國孤立拉包爾戰役的簡介。
- .   [2006年5月16日]. 原始内容存档于2004年6月22日. 關於日軍佔領拉包爾以及戰後戰犯審判的簡要說明。
- Mersky, Peter B. . 第二次世界大戰美國海軍陸戰隊紀念系列. 美國海軍陸戰隊總部歷史與博物館處. 1993  [2006年10月20日].
- .   [2006年5月16日]. （原始内容存档于2006年5月9日）. 關於「帕皮」·博伊寧的資料。
- .   [2006年5月30日].